# Into the Rush
Into the Rush è il primo album di Aly & AJ pubblicato nel 2005 dalla Hollywood Records in CD.

## Il disco
La versione originale fu pubblicata il 16 agosto 2005 ed include i singoli "Rush", "No One", "On the Ride", "Do You Believe in Magic" e "Walking on Sunshine. La versione Deluxe Edition invece, fu pubblicata l'8 agosto 2006, con tre nuove canzoni e due nuovi mix di canzoni già inserite nella precedente versione. L'album ha venduto 800 000 copie ed è stato certificato disco di Platino per la vendita di un milione di copie.
La versione Deluxe Edition è stata pubblicata in America l'8 agosto 2006 e in Italia il 1º giugno 2007 con la stessa cover della versione standard.
L'intero album è stato reso disponibile per l'airplay su Last.fm. La versione giapponese dell'album contiene tre bonus tracks: "Never Far Behind", "Rush" (Live Show Mix) e "No One" (Live Show Mix). "Never Far Behind" fu anche disponibile come bonus track nei negozi cristiani negli USA. L'iTunes special edition contiene "No One" (Live Show Mix) e "Do You Believe in Magic" (Single Version). La Simlish version di Chemicals React è acquistabile su iTunes.
Due singoli principali sono stati pubblicati dall'album, uno dalla versione originale (Rush) e l'altro dalla versione deluxe (Chemicals React). Oltre a queste due, altri sette brani sono stati scelti per promuovere l'album, ma non state pubblicate a livello nazionale. Molti di loro sono stati comunicati Disney, alcuni brani sono stati pubblicati anche nelle stazioni radio cristiane e alcune sono servite come download singolo:
- "Do You Believe in Magic" fu il primo singolo, prima della pubblicazione di "Rush", loro primo singolo ufficiale. La canzone fu mandata a Radio Disney prima, poi su iTunes e subito dopo divenne un singolo digitale. È presente anche un video per la canzone, si vedono le ragazze entrare in una stanza e cantare il brano usando le loro chitarre con scene aggiuntive mentre suonano attorno.
- "No One" fu un singolo per Radio Disney con un video musicale. Il video musicale mostra scene tratte dal film Ice Princess, con le ragazze in una casa, e guardano attraverso la finestra, attraverso lettere e di nuovo a suonare la chitarra.
- "Walking on Sunshine", è una cover di Katrina and the Waves, e fu il terzo ed ultimo singolo per Radio Disney. La canzone ha un video musicale, dalla durata di 1:31, vedendo loro arrivare in un set e cantare il brano davanti alle riprese. Insieme a queste scene, si vedono cantare la canzone di fronte ad uno sfondo di tramonto, portate via anche dal surf.
- Rush fu il primo singolo ufficiale del duo. La canzone fu pubblicata la prima volta nelle radio Disney nell'Ottobre 2005, ma ebbe il vero successo quando ottenne una piena pubblicazione, nel Febbraio 2006. Quindi, la canzone ha due video musicali, uno per la Disney e un altro per le altre televisioni musicali, che fu diretto da Marc Webb. La canzone si posizionò al numero 59 nella Billboard Hot 100.
- "On the Ride" fu il loro quarto singolo per radio Disney, pubblicato in contemporanea con "Never Far Behind". Ebbe inoltre un download digitale. "On the Ride" fu pubblicato con Grosso guaio a River City, un film andato in onda su Disney Channel in cui le ragazze svolgono il ruolo principale. Nel video musicale sono presenti scene del film stesso.
- "Chemicals React" è il secondo singolo ufficiale, e primo singolo ufficiale per promuovere la versione Deluxe di Into the Rush. Il video è stato diretto da Chris Applebaum con protagoniste Aly & AJ che eseguono il brano in un concerto. La canzone è diventata la loro seconda Hot 100, raggiungendo la top 50 alla posizione numero 50. Ebbe un successo moderato negli USA, Nel 2007 la canzone uscì anche in Europa ma non ebbe alcun successo.
- "Shine" è stata registrata per essere presente nella versione Deluxe dell'album. Divenne il loro secondo ed ultima pubblicazione nelle radio cristiane nel Dicembre 2006, ma non ebbe lo stesso successo di "Never Far Behind" nelle radio cristiane.
- Una Nuova versione di "Something More", che fa parte della versione Deluxe dell'album, fu l'ultimo singolo che fu pubblicato per radio Disney. Esso è inoltre il loro primo singolo Disney senza un video.

## Critiche
L'album ha ricevuto recensioni miste dai critici. Fran Grauman da about.com, ha dato all'album 4 stelle di merito, lodando Aly & AJ come "tonnellata di talento" ed "esperienza". AllMusic ha dato all'album una recensione mista, dicendo che "non è iniziativa futura di offrire poche abili ballate", li a portata di mano dopo 2 stelle e mezzo. AMG le loda per avere una reale capacità di canto, citando "Aly & AJ possono effettivamente cantare — la loro voce ha più speranze rispetto alle prefabbricate voci Disney come ad esempio Hayden Panettiere o Caleigh Peters — e gli accordi sono lisci senza ricorrere al vuoto". Le recensioni finiscono con "Into the rush" è orecchiabile, piacevole ed è il più memorabile prodotto Disney.

## Tracce

### Edizione 2005
1. "Rush" – 3:11
2. "No One" – 2:58
3. "Collapsed" – 2:57
4. "Something More" – 3:40
5. "On the Ride" – 3:31
6. "Speak for Myself" – 3:10
7. "Out of the Blue" – 2:58
8. "In a Second" – 3:35
9. "I Am One of Them" – 3:25
10. "Sticks and Stones" – 3:47
11. "Protecting Me" – 2:59
12. "Slow Down – 3:55
13. "Do You Believe in Magic" – 2:14
14. "Walking on Sunshine" – 3:54

### Deluxe Edition 2006
CD 1
1. "Chemicals React" – 2:55
2. "Shine" - 3:25
3. "Never Far Behind" – 3:19
4. "Something More" [Nuova Versione] - 3:36
5. "Collapsed" [Nuova Versione] - 2:53
6. "Rush" – 3:11
7. "No One" – 2:58
8. "On the Ride" – 3:31
9. "In a Second" – 3:35
10. "Speak for Myself" – 3:10
11. "Out of the Blue" – 2:58
12. "I Am One of Them" – 3:25
13. "Sticks and Stones" – 3:47
14. "Protecting Me" – 2:59
15. "Slow Down" – 3:55
16. "Do You Believe in Magic" – 2:14
17. "Walking on Sunshine" – 3:54

CD 2 (DVD)
1. "Chemicals React"
2. "Chemicals React" (Animated Simlish Version)
3. "Rush"
4. "On the Ride" (Target Special Bonus)

## Ulteriori informazioni sulle tracce
"Rush"
- Compositori: Aly Michalka, AJ Michalka, Leah Haywood, Daniel James
- Chitarra: Tim Pierce
- Basso: Sean Hurley
- Batteria: John Robinson
- Prodotta da: Daniel James e Leah Haywood
- Mixata da: Brian Reeves and Jon Lind

"No One"
- Compositori: Aly Michalka, AJ Michalka, C. Tornes
- Chitarra: Tim Pierce
- Basso: Sean Hurley
- Batteria: John Robinson
- Prodotto da: Daniel James, Leah Haywood, Jon Lind
- Mixata da: Brian Reeves and Jon Lind

"Collapsed"
- Compositore: Aly Michalka
- Chitarra: Tim Pierce
- Basso: Sean Hurley
- Batteria: John Robinson
- Prodotta da: Daniel James and Leah Haywood
- Mixata da: Brian Reeves and Jon Lind

"Something More"
- Compositori: Aly Michalka, AJ Michalka, C. Tornes
- Chitarra: Tim Pierce
- Basso: Sean Hurley
- Batteria: John Robinson
- Prodotto da: Daniel James, Leah Haywood, Jon Lind
- Mixata da: Brian Reeves and Jon Lind

"On the Ride"
- Compositori: Aly Michalka, AJ Michalka, C. Michalka, Adam Watts, Andy Dodd
- Tastiera: Adam Watts
- Chitarra Elettronica: Andy Dodd
- Basso: David J. Carpenter
- Prodotto da: Adam Watts and Andy Dodd
- Mixata da: Adam Watts

"Speak for Myself"
- Compositori: Aly Michalka, AJ Michalka, Adam Watts, Andy Dodd
- Batteria: Adam Watts
- Tastiera: Adam Watts and Andy Dodd
- Chitarra Acustica: Adam Watts
- Chitarra Elettrica: Andy Dodd
- Chitarra: Tim Pierce
- Prodotto da: Adam Watts, Andy Dodd, Jon Lind
- Mixata da: Brian Reeves and Jon Lind

"Out of the Blue"
- Compositori: AJ Michalka and C. Michalka
- Chitarra: Tim Pierce
- Basso: Sean Hurley
- Batteria: John Robinson
- Prodotto da: Adam Watts, Andy Dodd, Jon Lind
- Mixata da: Brian Reeves and Jon Lind

"In a Second"
- Compositori: Aly Michalka, AJ Michalka, Daniel James, Leah Haywood
- Chitarra: Tim Pierce
- Basso: Sean Hurley
- Batteria: John Robinson
- Piano: Aly Michalka
- Prodotto da: Adam Watts, Andy Dodd, Jon Lind
- Mixata da: Brian Reeves and Jon Lind

"I Am One of Them"
- Compositori: Aly Michalka, AJ Michalka, C. Michalka
- Chitarra: Tim Pierce
- Basso: Sean Hurley
- Batteria: John Robinson
- Prodotto da: Daniel James and Leah Haywood
- Mixxata da: Brian Reeves and Jon Lind

"Sticks and Stones"
- Compositori: Aly Michalka, AJ Michalka, C. Michalka, T. James, A. Armato
- Chitarra: Tim Pierce
- Basso: Chevy Martinez
- Batteria: Dorian Crozier
- Prodotto da: Antonina Armato and Tim James
- Mixata da: Antonina Armato and Tim James

"Protecting Me"
- Compositore: AJ Michalka
- Chiatarra: Tim Pierce
- Basso: Sean Hurley
- Batteria: John Robinson
- Prodotto da: Daniel James and Leah Haywood
- Mixata da: Brian Reeves and Jon Lind

"Slow Down"
- Compositori: Aly Michalka, AJ Michalka, Adam Watts, Andy Dodd
- Chiatarra: Tim Pierce
- Basso: Sean Hurley
- Batteria: Dorian Crozier
- Prodotto da: Antonina Armato and Tim James
- Mixata da: Antonina Armato and Tim James

"Do You Believe in Magic"
- Compositori: John B. Sebastion
- Prodotto da: Matthew Gerrard
- Mixata da: Krish Sharma

Remake dei The Lovin' Spoonful
"Walking on Sunshine"
- Compositori: Kimberly Rew
- Prodotto da: Matthew Gerrard
- Mixata da: Krish Sharma

Remake di Katrina and the Waves
"Chemicals React"
- Compositori: Aly Michalka, AJ Michalka, Antonina Armato, Tim James
- Chiatarra: Tim Pierce
- Basso: Sean Hurley
- Batteria: Dorian Crozier
- Prodotto da: Antonina Armato and Tim James
- Engineered da: Nigel Lundemo and Ross Hogarth
- Mixata da: Tim James and Paul Palmer

"Shine"
- Compositori: Aly Michalka, AJ Michalka, Antonina Armato, Tim James, Nick Scapa
- Chiatarra: Tim Pierce
- Basso: Sean Hurley
- Batteria: Dorian Crozier
- Tastiera: Jamie Muhoberac
- Batteria programmata: Nigel Lundemo
- Strumenti a Corsa: Scott Warren
- prodotto da: Antonina Armato and Tim James
- Engineered da: Nigel Lundemo and Ross Hogarth
- Mixata da: Tim James and Paul Palmer

"Never Far Behind"
- Compositori: Jeremy Bose, Paul Robert Evens, Matt Bronleewe
- Chiatarra: Tim Pierce
- Basso: Sean Hurley
- Batteria: Dorian Crozier
- Prodotto da: Antonina Armato and Tim James
- Engineered da: Nigel Lundemo
- Mixata da: Tim James and Paul Palmer

"Something More" [New Version]
- Batteria: Dorian Crozier
- Tastiera: Jamie Muhoberac
- Batteria Programmata: Nigel Lundemo
- Prodotto da: Antonina Armato and Tim James
- Engineered da: Nigel Lundemo
- Mixata da: Tim James and Paul Palmer

"Collapsed" [New Version]
- Batteria: Dorian Crozier
- Tastiera: Jamie Muhoberac
- Prodotto da: Antonina Armato and Tim James
- Prodotti Addizionali: Daniel James and Leah Haywood
- Engineered da: Nigel Lundemo and Ross Hogarth
- Mixata da: Tim James and Paul Palmer

## Cultura di massa
Alcune canzoni da Into the Rush, sono state usate in film e telefilm.
- Protecting Me (in una versione alternativa, fu usata in un episodio di Phil dal futuro)
- On the Ride (fu usata come colonna sonora del film Disney per la televisione Grosso guaio a River City)
- No One (colonna sonora di Ice Princess)
- Rush (pubblicata nel Disney Girlz Rock, come Bratz Rock Angelz, e nel film Disney per la televisione Twitches)

Le cover dell'album hanno trovato il loro successo in alcuni film come:
- Walking on Sunshine (Herbie - Il super Maggiolino)
- Do You Believe in Magic (colonna sonora di A me gli occhi, e nel film del 2007, The Game Plan)

## Classifiche
Into the Rush debuttò alla posizione 36, vendendo 25 000 copie nella prima settimana. L'album rimase in classifica per 40 settimane nella classifica Billboard 200. L'ultima posizione dell'album fu la 123 uscendo definitivamente la settimana successiva. L'album vendette 800 000 copie totali. L'album ha venduto più di 25 000 copie a settimana per circa 30 settimane.
| Chart (2005)                  | Peak Posizione | VEndite |
| ----------------------------- | -------------- | ------- |
| U.S. Billboard 200            | 36             | 800,000 |
| Anno-Classifica Finale (2006) |                | 800,000 |
| United States                 | 112            | 800,000 |

## Distribuzione
| Paese       | Data                            | Etichetta         |
| ----------- | ------------------------------- | ----------------- |
| Stati Uniti | 16 agosto, 2005                 | Hollywood Records |
| Stati Uniti | 8 agosto, 2006 [Deluxe Edition] | Hollywood Records |
| Italia      | 1º giugno, 2007                 | EMI               |
| Giappone    | 8 febbraio, 2006                | Avex Trax         |